# لی هایشنگ
لی هایشنگ (انگلیسی: Li Haisheng؛ زادهٔ ۲ ژانویهٔ ۱۹۶۴) کشتی‌گیر اهل چین بود. وی در بازی‌های المپیک تابستانی ۱۹۸۴ شرکت کرده‌است.